# Wu Jiaduo
Wu Jiaduo (chiń. 吴佳多; ur. 19 września 1977 w Linhai, Zhejiang) – niemiecka tenisistka stołowa pochodzenia chińskiego. Członkini kadry narodowej i olimpijskiej kobiet w tenisie stołowym Niemiec. Zawodniczka niemieckiego klubu tenisa stołowego FSV Kroppach (klub bierze udział w Lidze Mistrzów w tenisa stołowego i jest sponsorowany przez niemiecka firmę tenisa stołowego Andro). Jest sponsorowana przez niemiecką firmę tenisa stołowego Andro. Jest to jdena z najbardziej rozpoznawalnych tenisistek stołowych w Europie i na świecie. Obecnie najlepsza tenisistka stołowa w Niemczech i jedna z najlepszych w Europie.
- Miejsce w światowym rankingu ITTF: 17 (październik 2011)
- Styl gry: praworęczny, nowoczesna defensywa

Sprzęt:
- Deska: Andro Kinetic OFF+
- Okładziny: Revolution COR2 (grubość podkładu: 2.1mm; po obu stronach)

## Osiągnięcia
- Mistrzyni Europy w grze pojedynczej (2009)
- Brązowa medalistka Mistrzostw Europy w grze podwójnej w parze z Elke Wosik (2007)
- Brązowa medalistka Mistrzostw Europy drużynowo (2007)
- Zwyciężczyni Europa Top 12 (2012)
- 3. miejsce w Chinese Taipei Open (2007)
- 3. miejsce w Serbian Open (2006)
- Mistrzyni Niemiec w grze podwójnej w parze z Nicole Struse (2006)